# Resolução 84 do Conselho de Segurança das Nações Unidas
Resolução 84 do Conselho de Segurança das Nações Unidas, foi aprovada em 7 de julho de 1950. Após ter decidido que a invasão da República da Coreia pelas forças da Coreia do Norte constituiu em uma violação da paz, o Conselho recomendou que os membros da Organização das Nações Unidas fornecessem tal assistência para a República da Coreia que possam ser necessários para repelir o ataque e restaurar a paz e a segurança para a área. O Conselho recomendou ainda que todos os membros que forneceram forças militares e outras formas de assistência para a República fazer que essas forças e assistência disponível para um comando unificado sob os Estados Unidos. O Conselho solicitou, então, que os Estados Unidos designem o comandante dessas forças e autorizadas disse em usar a bandeira das Nações Unidas, a seu critério, no curso das operações contra as forças norte-coreanas. Finalmente, o Conselho pediu que os Estados Unidos lhe proporcionem informações, conforme o caso no curso de ação tomada pelo comando unificado.
Foi aprovada com 7 votos, o Egito, Índia e a Iugoslávia se abstiveram. A União Soviética, com poder de veto, estava ausente, tendo boicotando o processo desde janeiro, em protesto que a República da China e não a República Popular da China tinha um assento permanente no conselho. O Presidente do Conselho nesse período era norueguês Arne Sunde.